# Делаго, Надя
Надя Делаго (итал. Nadia Delago; род. 12 ноября 1997, Брессаноне, Трентино-Альто-Адидже) ― итальянская горнолыжница, бронзовый призёр зимних Олимпийский игр 2022 года в скоростном спуске.

## Биография
Родилась 12 ноября 1997 года в городе Брессаноне (Италия).
Специализируется на скоростном спуске и супергиганте.
На зимних Олимпийских играх 2022 года в Пекине Делаго завоевала бронзовую медаль в скоростном спуске.

### Технические особенности
Спортсменка с крепким и мощным телосложением (полностью похожим на телосложение ее старшей сестры Николь) обладает плавностью, которая позволяет ей поддерживать высокую скорость даже на участках пути, характеризующихся плохим уклоном.

### Семья
Её старшая сестра Николь Делаго ― участница зимних Олимпийских игр 2018 и 2022 годов.